# نعمت‌آباد (اسماعیل‌آباد)
نعمت‌آباد، روستایی از توابع بخش مرکزی شهرستان خاش در استان سیستان و بلوچستان ایران است.

## جمعیت
این روستا در دهستان اسماعیل‌آباد (خاش) قرار دارد و براساس سرشماری مرکز آمار ایران در سال ۱۳۹۵، جمعیت آن ۴۲۴ نفر (۱۱۸ خانوار) بوده‌است.